# Sakina
Sakina es un concepto islámico que significa "paz", "serenidad" o "presencia divina". Según los teólogos musulmanes es el resplandor de la situaciones y actos donde Dios se halla. Aparece en varias ocasiones a lo largo del Corán.
Actualmente se ha consolidado como nombre femenino en entornos árabes y/o musulmanes, así como en Japón, donde goza de gran popularidad.